# Crangon holmesi
Crangon holmesi är en kräftdjursart som beskrevs av M. J. Rathbun 1902. Crangon holmesi ingår i släktet Crangon och familjen Crangonidae. Inga underarter finns listade i Catalogue of Life.